# Télérama
Télérama è un settimanale culturale francese. Specializzato in televisione, cinema, musica e arte in generale, è nato nel 1947 ed appartiene al Groupe Le Monde dal 2003.

## Storia
La rivista nasce nel 1947 ad opera di Georges Montaron.